# Maxillaria chionantha
Maxillaria chionantha är en orkidéart som beskrevs av John T. Atwood. Maxillaria chionantha ingår i släktet Maxillaria och familjen orkidéer. Inga underarter finns listade i Catalogue of Life.